# 1075 років з часу правління княгині Ольги (срібна монета)
«1075 років з часу правління княгині Ольги» — срібна пам'ятна монета номіналом 20 гривень, випущена Національним банком України, присвячена періоду правління княгині Ольги (945–964 рр.).
Монету введено в обіг 14 травня 2020 року. Вона належить до серії «Княжа Україна».

## Опис та характеристики монети
| Номінал грн. | Метал                                                                            | Маса, грам | Діаметр, мм. | Якість виготовлення       | Гурт                           | Тираж, штук |
| ------------ | -------------------------------------------------------------------------------- | ---------- | ------------ | ------------------------- | ------------------------------ | ----------- |
| 20           | срібло (Ag 925) (локальна позолота, вміст золота в чистоті не менше ніж 0,001 г) | 62.2       | 50,0         | спеціальний анциркулейтед | гладкий із заглибленим написом | 2 500       |

### Аверс
На аверсі монети угорі розміщено малий Державний Герб України, під яким напис  "УКРАЇНА", ліворуч від якого рік карбування монети – 2020. Унизу зазначено номінал монети – 20  ГРИВЕНЬ, а у  центрі на тлі декоративного орнаменту часів Київської Русі міститься стилізоване позолочене зображення фрагмента літописної мініатюри.

### Реверс
На реверсі монети зображено  княгиню Ольгу в колі з декоративного орнаменту часів Київської Русі, над якою напис "КНЯГИНЯ ОЛЬГА",  "1075" (ліворуч). Півкругом від напису "1075" йде напис "РОКІВ З ЧАСУ" та напис "ПРАВЛІННЯ", розташований півколом праворуч.

## Автори
- Художник — Фандікова Наталія.

- Скульптори: Дем'яненко Володимир, Демяненко Анатолій.[1]Будівля Національного банку України

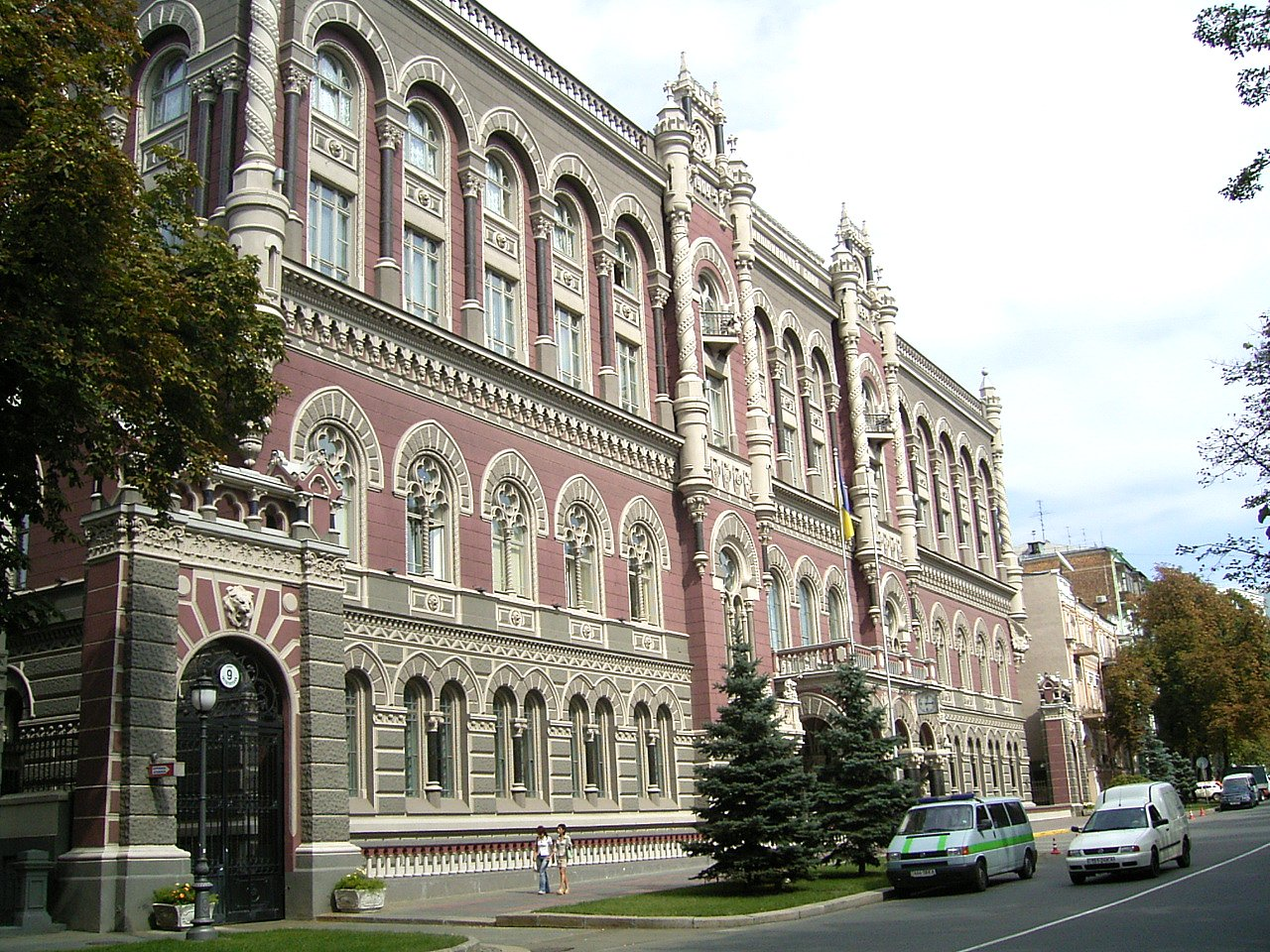
Будівля Національного банку України

## Вартість монети
Роздрібна ціна Національного банку України у 2020 році становила 2 637 гривень.
16 липня 2020 року на майданчику Універсальної товарної біржі «Контрактовий дім УМВБ» відбувся аукціон, на якому НБУ продало 10 монет на загальну суму понад 46 тисяч гривень.
Фактична приблизна вартість монети, з роками змінювалася так:
| Рік        | 2020  | 2021  | 2022  | 2023  | 2024   | 2025   |
| ---------- | ----- | ----- | ----- | ----- | ------ | ------ |
| Ціна, грн. | 4 200 | 5 000 | 5 000 | 7 800 | 14 500 | 16 700 |